# Magyar Rádió
Die Magyar Rádió zrt. (MR, dt. Ungarische Radio Aktiengesellschaft) war eine öffentlich-rechtliche Hörfunkgesellschaft in Ungarn, sie wurde am 1. Juli 2015 nach Änderung des ungarischen Mediengesetzes in die Duna-Média-Gruppe integriert.

## Geschichte

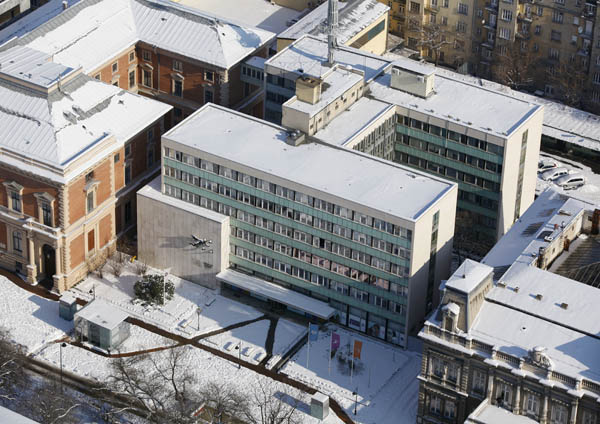
Hauptsitz des ungarischen Rundfunks in Budapest

Der Rundfunk in Ungarn begann am 1. Dezember 1925 mit der Ausstrahlung seines Hörfunkprogramms und damit etwa zwei Jahre nach der Aufnahme des regelmäßigen Hörfunkbetriebes in Deutschland. Kurz zuvor wurde der Magyar Telefonhírmondó Rt. das Austragungsrecht für den Hörfunk verliehen, die dann als Magyar Telefonhírmondó és Rádió Rt. das erste Hörfunkprogramm aus Budapest betrieb. 1932 wurde Budapest II. als Unterhaltungssender gestartet, während das erste Programm informieren sollte.
Infolge seiner politischen Bedeutung als erstes elektronisches Massenmedium wurde der ungarische Hörfunk mehrfach zum Schauplatz dramatischer Ereignisse in der modernen ungarischen Geschichte. Der Einschluss von Wehrmacht- und ungarischen Truppen durch die Rote Armee um die Jahreswende 1944/45 ging mit der Beschlagnahmung bzw. Zerstörung der Rundfunkanlagen durch die Deutschen einher.
Während der Unruhen des Jahres 1956 war das Rundfunkgebäude als wichtige Zentrale der Revolution bzw. kommunistischen Propaganda umkämpft.
Das damals 3. Programm des ungarischen Rundfunks wurde 1973 ins Leben gerufen und erhielt seinen heutigen Namen Bartók Rádió im Mai 1987. Die älteren beiden Sender wurden bereits am 1. Februar 1949 nach Kossuth bzw. Petőfi benannt.
Nach Ende des Kommunismus in Ungarn trat der ungarische Hörfunk 1991 der Europäischen Rundfunkunion bei. Die fremdsprachigen, internationalen Sendungen von Radio Budapest wurden 2007 eingestellt.

## Hörfunksender
Die Grundsäulen bilden die Sender MR1-Kossuth Rádió, MR2-Petőfi Rádió und MR3-Bartók Rádió, die landesweit zu empfangen sind und rund um die Uhr senden. Die drei Stationen bildeten zudem bereits lange vor dem politischen Umbruch 1989 den staatlichen Hörfunk. Charakteristisch ist ihre Benennung nach wichtigen Persönlichkeiten der ungarischen Geschichte des 19. und frühen 20. Jahrhunderts.

### MR1-Kossuth Rádió
Kossuth Rádió ist der Informations- und Nachrichtensender in der Familie des Magyar Rádió mit nach eigenen Angaben wöchentlich zwei Millionen Hörern. Sein Namensgeber Lajos Kossuth (1802–1894) war Protagonist der Revolution von 1848/49 und kämpfte für die Unabhängigkeit Ungarns von Österreich.

### MR2-Petőfi Rádió
Das zweite Programm wendet sich an „junge Erwachsene“, es wird hauptsächlich Pop- und Rock-Musik, auch aus dem Alternativ- bzw. Indie-Bereich, gespielt, wenngleich Sándor Petőfi (1823–1849) als Dichter bekannt ist. Als 1848er-Kämpfer gilt er wie Kossuth als „Nationalheld“ des Landes.

### MR3-Bartók Rádió
Der nach dem ungarischen Komponisten Béla Bartók (1881–1945) benannte Sender spielt vor allem klassische Musik, teils auch Jazz, mit relativ kleinem Wortanteil.

### MR4 Nemzetiségi adások (Minderheiten)
Den in Ungarn lebenden nationalen Minderheiten wird über MR4 ein Radioprogramm in ihrer jeweiligen Muttersprache geboten. So produziert das Regionalstudio in Pécs (dt. Fünfkirchen) täglich eine zweistündige Sendung für die Ungarndeutschen. MR4 sendet daneben auch in armenischer, bulgarischer, griechischer, kroatischer, polnischer, rumänischer, russinischer, serbischer, slowakischer, slowenischer und ukrainischer Sprache sowie auf Romani. Zwischen 20 Uhr und 8 Uhr werden Wiederholungen gesendet.

### MR 5 Parlamenti adások
MR 5 überträgt Sitzungen des ungarischen Parlaments. Der Sender kann über Satellit und zu bestimmten Zeiten auch auf MR1-Kossuth Rádió gehört werden.

### MR 6 Régió Radio
MR6 war ein Regionalsender mit fünf Studios in Pécs, Debrecen, Győr, Szeged und Miskolc. Der Sender wurde über drei Mittelwellensender ausgestrahlt. Am 22. Dezember 2012 wurde der Sender aus Kostengründen eingestellt und durch Dankó Rádió ersetzt, der landesweit sendet und keinerlei regionales Programm bietet.

### Dankó Rádió
Dankó Rádió startete am 22. Dezember 2012 und wird über die Mittelwellensender des ehemaligen Regionalsenders MR 6 Régió Radio verbreitet. Es spielt überwiegend ungarische Volksmusik.

## Empfang

### Terrestrisch
- MR1, MR2 und MR3 können landesweit per UKW empfangen werden. MR1 sendet in bestimmten Zeiträumen auch auf Mittelwelle.
- Die Minderheitensendungen von MR4 werden über vier Mittelwellensender übertragen.
- MR6 sendet sein Regionalprogramm über lokale UKW-Frequenzen (das Studio Raab allerdings nur über Mittelwelle).

### Satellitenradio und Internet
Alle Programme können im Internet und per Satellit gehört werden, Ausnahme bildet der Volksmusiksender MR7 als reiner Internetsender. Teilweise können vergangene Sendungen auch über die Webpräsenz von Magyar Rádió nachgehört werden.